# عبد المجيد أيوب العبيدي

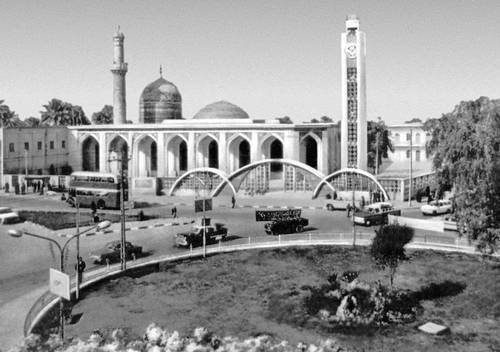
مشهد جامع الإمام الأعظم (الحضرة الأعظمية)، والذي كان فيه عبد المجيد العبيدي بمنصب محافظ التبركات السنية

وهو الشيخ أبو علي عبد المجيد أفندي بن ملا أيوب بن مصطفى العبيدي الأعظمي، ولد في الأعظمية وبها نشأ ودرس على علماء بغداد ومنهم الشيخ حسين البشدري، والشيخ أحمد السمين الألباني، والشيخ إبراهيم مصطفى الموصلي، وكان عالِماً فاضلاً وأديباً وشاعراً، وخطيباً مفوهاً، ولقد سافر إلى إسطنبول وقابل السلطان عبد الحميد الثاني، وأنعم عليهِ بوظيفة محافظ التبركات السنية، في الحضرة الأعظمية، وكان صوفي النزعة، سلفي العقيدة بعيداً عن البدع والخرافات، وكانت لهُ مراسلات مع علماء نجد وآل الشيخ محمد عبد الوهاب، وعيّنهُ الشيخ أبو الهدى الصيادي وكيلاً على أملاكهِ وأوقافهِ في العراق.
وله قصائد في مدح الشيخ أبو الهدى الصيادي، ولهُ شعر في المزاح، ولقد أسندت إليهِ الخطابة والإمامة في جامع الإمام أبو حنيفة من عام 1285هـ ولغاية عام 1298هـ، ولهُ مجموعة من الخطب مكتوبة بخطهِ الرائع الجميل ومحفوظة في مكتبة المتحف العراقي، ولهُ أرجوزة في هجاء الشاعر عبد الباقي العمري، وسببها إن القاضي في خانقين يومئذ الشيخ محمد سعيد الأخفش قد بعث برسالة إلى الشيخ عبد المجيد يسأله فيها عن أخلاق الوالي وديانتهِ وسلوكهِ، فكتب الشيخ عبد المجيد رسالة إلى قاضي خانقين بين فيها سلوكهِ واتهمهُ بعلاقتهِ مع اليهود.
فوقعت الرسالة بيد الشاعر عبد الباقي العمري، فسلمها للوالي فأمر الوالي بحبس عبد المجيد وقاضي خانقين، ثم ذهب الشيخ محمد بن عبد الغني آل جميل إلى الوالي وشفع فيهما، فعفا عنهما الوالي وأطلق سراحهما.
وللشيخ عبد المجيد مؤلفات وقصائد عديدة منها قصيدة ألفها في تصدير (ديوان الرواس).

## وفاته
توفي الشيخ عبد المجيد في بغداد قبل صلاة المغرب من يوم الأحد 15 شوال 1317هـ/1899م، ودفن في مقبرة الخيزران في سرداب العائلة الكائن حالياً في كلية الإمام الأعظم.